# ジョー・ラムリー
ジョー・ラムリー（Joe Lumley, 1995年2月15日 - ）は、イングランド・ハーロウ出身のサッカー選手。ブリストル・シティFC所属。ポジションはゴールキーパー。

## 経歴
10歳で、兄のビリー・ラムリーとともにトッテナム・ホットスパーFCのアカデミーに加入する。ジョーの憧れの選手はニューカッスル・ユナイテッドFCなどで活躍したシェイ・ギヴンであり、兄とともにギヴンのセービングの真似をして練習していた。
2010年夏に、クイーンズ・パーク・レンジャーズFCと契約した。2013年にトップチームに昇格。その後は期限付き移籍を繰り返し、2016年1月9日のノッティンガム・フォレストFC戦でやっとQPRでのデビューを果たした。2017-18シーズンには、アレックス・スミシーズの負傷に伴い、正ゴールキーパーとなった。
2020年11月20日、ドンカスター・ローヴァーズFCに期限付き移籍した。
2021年5月19日、ミドルズブラFCへの加入が発表された。
2022年6月19日、レディングFCに期限付き移籍した。
2023年8月7日、サウサンプトンFCに1年契約で移籍した。
2024年11月30日、第13節ブライトン戦で先発に抜擢され、プレミアリーグデビューを果たした。